# آتیلا فری
آتیلا فری (مجاری: Feri Attila؛ زادهٔ ۲۴ سپتامبر ۱۹۶۸) وزنه‌بردار اهل مجارستان بود.
وی در مسابقات کشوری و بین‌المللی در مجموع برندهٔ ۱ مدال برنز شده‌است.